# Estonie au Concours Eurovision de la chanson 2018
L'Estonie est l'un des quarante-trois pays participants du Concours Eurovision de la chanson 2018, qui se déroule à Lisbonne au Portugal. Le pays est représenté par la chanteuse Elina Nechayeva et sa chanson en italien La forza, sélectionnées via l'émission Eesti Laul 2018. Elle termine à la 8e place lors de la finale, avec 245 points.

## Sélection
Le diffuseur estonien ERR a confirmé sa participation au Concours 2018 le 2 mai 2017 en reconduisant sa sélection, Eesti Laul, pour l'année 2018. Les dates de cette sélection ont été confirmées le même jour.

### Format
Comme les années précédentes, vingt chansons concourent lors de cette sélection. Cette dernière est composée de deux demi-finales et d'une finale. Lors de chaque demi-finale, dix artistes participent et cinq se qualifient pour la finale. La finale détermine le vainqueur de la sélection parmi les dix derniers participants.

### Demi-finales
Lors de chaque demi-finale, cinq artistes sur les dix se qualifient. Les quatre premiers sont qualifiés via un vote combinant pour une moitié le vote d'un jury et pour l'autre moitié le télévote estonien. Le cinquième est qualifié après un tour de télévote seul parmi les artistes restants.
- Qualifiés au premier tour
- Qualifié au deuxième tour

#### Première demi-finale
La première demi-finale aura lieu le 10 février 2018.
| Ordre | Artiste            | Chanson              | Premier tour | Premier tour | Premier tour | Premier tour | Premier tour | Deuxième tour | Deuxième tour |
| Ordre | Artiste            | Chanson              | Jury         | Télévote     | Télévote     | Total        | Place        | Votes         | Place         |
| ----- | ------------------ | -------------------- | ------------ | ------------ | ------------ | ------------ | ------------ | ------------- | ------------- |
| 1     | Vajé               | Laura (Walk with Me) | 3            | 1 620        | 8            | 11           | 5            | 3 254         | 1             |
| 2     | Iiris & Agoh       | Drop That Boogie     | 10           | 872          | 4            | 14           | 4            | —             | —             |
| 3     | Etnopatsy          | Külm                 | 4            | 1 286        | 6            | 10           | 6            | 1 861         | 3             |
| 4     | Sibyl Vane         | Thousand Words       | 7            | 1 449        | 7            | 14           | 3            | —             | —             |
| 5     | Aden Ray           | Everybody's Dressed  | 5            | 978          | 5            | 10           | 7            | 2 454         | 2             |
| 6     | Tiiu x Okym x Semy | Näita oma energiat   | 1            | 556          | 1            | 2            | 10           | 432           | 6             |
| 7     | Stig Rästa         | Home                 | 8            | 2 999        | 10           | 18           | 2            | —             | —             |
| 8     | Miljardid          | Pseudoprobleem       | 6            | 686          | 2            | 8            | 8            | 1 447         | 5             |
| 9     | Desiree            | On My Mind           | 2            | 765          | 3            | 5            | 9            | 1 461         | 4             |
| 10    | Elina Netšajeva    | La forza             | 12           | 11 792       | 12           | 24           | 1            | —             | —             |

#### Deuxième demi-finale
La deuxième demi-finale aura lieu le 17 février 2018.
| Ordre | Artiste                                   | Chanson                    | Premier tour | Premier tour | Premier tour | Premier tour | Premier tour | Deuxième tour | Deuxième tour |
| Ordre | Artiste                                   | Chanson                    | Jury         | Télévote     | Télévote     | Total        | Place        | Votes         | Place         |
| ----- | ----------------------------------------- | -------------------------- | ------------ | ------------ | ------------ | ------------ | ------------ | ------------- | ------------- |
| 1     | Marju Länik                               | Täna otsuseid ei tee       | 4            | 566          | 1            | 5            | 10           | 635           | 6             |
| 2     | Rolf Roosalu                              | Show a Little Love         | 6            | 862          | 4            | 10           | 7            | 1 500         | 2             |
| 3     | Frankie Animal                            | (Can’t Keep Calling) Misty | 12           | 972          | 7            | 19           | 1            | —             | —             |
| 4     | Eliis Pärna & Gerli Padar                 | Sky                        | 1            | 1 303        | 10           | 11           | 6            | 1 764         | 1             |
| 5     | Indrek Ventmann                           | Tempel                     | 3            | 957          | 6            | 9            | 8            | 1 333         | 4             |
| 6     | Evestus                                   | Welcome to My World        | 8            | 873          | 5            | 13           | 4            | —             | —             |
| 7     | Karl Kristjan & Karl Killing feat. Wateva | Young                      | 5            | 1 791        | 12           | 17           | 2            | —             | —             |
| 8     | Metsakutsu                                | Koplifornia                | 2            | 734          | 3            | 5            | 9            | 1 454         | 3             |
| 9     | Girls in Pearls                           | Spellbound                 | 10           | 705          | 2            | 12           | 5            | 1 234         | 5             |
| 10    | Nika                                      | Knock Knock                | 7            | 1 019        | 8            | 15           | 3            | —             | —             |

### Finale
La finale a lieu le 3 mars 2018. Pendant cette soirée, les dix qualifiés des demi-finales concourent. Le vainqueur sera désigné par deux tours de vote. Dans un premier temps, trois chansons seront sélectionnées par une combinaison d'un vote des jurys et du public. Ensuite, le public seul décidera du vainqueur parmi ces trois chansons.
| Finale | Finale                                    | Finale                     | Finale | Finale   | Finale   | Finale | Finale |
| Ordre  | Artiste                                   | Chanson                    | Jury   | Télévote | Télévote | Total  | Place  |
| Ordre  | Artiste                                   | Chanson                    | Jury   | Voix     | Points   | Total  | Place  |
| ------ | ----------------------------------------- | -------------------------- | ------ | -------- | -------- | ------ | ------ |
| 1      | Karl Kristjan & Karl Killing feat. Wateva | Young                      | 3      | 5 786    | 8        | 11     | 6      |
| 2      | Eliis Pärna & Gerli Padar                 | Sky                        | 1      | 2 308    | 3        | 4      | 10     |
| 3      | Nika                                      | Knock Knock                | 4      | 1 991    | 1        | 5      | 9      |
| 4      | Sibyl Vane                                | Thousand Words             | 10     | 2 898    | 4        | 14     | 4      |
| 5      | Stig Rästa                                | Home                       | 7      | 5 714    | 7        | 14     | 3      |
| 6      | Vajé                                      | Laura (Walk with Me)       | 5      | 5 995    | 10       | 15     | 2      |
| 7      | Elina Netšajeva                           | La forza                   | 12     | 37 628   | 12       | 24     | 1      |
| 8      | Frankie Animal                            | (Can’t Keep Calling) Misty | 8      | 2 031    | 2        | 10     | 7      |
| 9      | Iiris & Agoh                              | Drop That Boogie"          | 6      | 3 427    | 6        | 12     | 5      |
| 10     | Evestus                                   | Welcome to My World        | 2      | 2 977    | 5        | 7      | 8      |

| 1 | Stig Rästa      | Home                 | 9 686 (16%)  | 2 |
| 2 | Vajé            | Laura (Walk with Me) | 8 506 (14%)  | 3 |
| 3 | Elina Netšajeva | La forza             | 43 445 (70%) | 1 |

## À l'Eurovision
L'Estonie a participé à la première demi-finale, le 8 mai 2018. Le pays arrive y arrive en 5e position avec 201 points et se qualifie donc pour la finale du 12 mai. C'est la première qualification du pays depuis 2015. Lors de la finale, l'Estonie termine 8e avec un total de 245 points.